# Люсі Фрай
Люсі Елізабет Фрай (англ. Lucy Fry; нар. 13 березня 1992, Вулувін, Квінсленд, Австралія) — австралійська акторка, модель. Відома ролями у фільмах «Академія вампірів», «Яскраві» та серіалах «11.22.63», «Вовча яма».

## Біографія
Народилася в Вулувін, Квінсленд, Австралія. З дитинства почала грати в театрі Zen Zen Zo, Брисбен. У 15 років взяла участь у конкурсі журналу «Girlfriend», стала однією з фіналісток та привернула увагу модельних агентств. Фрай підписала контракт з Chic Management та Dallys Models.
Після епізодичних ролей Люсі Фрай почала грати головну персонажку Зої в телесеріалі «Неземний серфінг». Зої вправно катається на дошці та має складний характер. У спін-оффі «H2O: Просто додай води» «Секрет острова Мако» Фрай виконала головну роль Лайли — однієї із трьох русалок. У 2013 Фрай приєдналася до акторського складу фільму «Академія вампірів». Наступною роботою в кіно була в комедії «Тепер додайте Хані» 2015 та кримінальній драмі «Студент зі зв'язками».
У 2016 вийшло дві стрічки з Люсі Фрай: «Містер Черч» і «Темрява». У першій вона знімалась разом з Едді Мерфі та Брітт Робертсон, у другому зіграла доньку Пітера (Кевін Бейкон) і Бронні (Рада Мітчелл). Цього ж року вона знімалась в австралійському мінісеріалі «Вовча яма». У 2016 Фрай отримала роль у фільмі «Яскраві».
У вересні 2018 року повідомлялось, що акторка отримала головну роль у серіалі «Хрещений батько Гарлема».

## Фільмографія
| Рік       |   | Українська назва        | Оригінальна назва       | Роль                             |
| --------- | - | ----------------------- | ----------------------- | -------------------------------- |
| 2008      | ф | Золото дурнів           | Fool's Gold             | туристка                         |
| 2010      | с | H2O: Просто додай води  | H2O: Just Add Water     | студентка (Епізод: «Graduation») |
| 2012      | с | Неземний серфінг        | Lightning Point         | Зої (26 епізодів)                |
| 2013      | с | Лікарі з острова надії  | Reef Doctors            | Джозі (Епізод: «Episode Five»)   |
| 2013      | с | Мако: Острів таємниць   | Mako: Island of Secrets | Лайла (1-й сезон)                |
| 2014      | ф | Академія вампірів       | Vampire Academy         | Василіса Драгомир                |
| 2015      | ф | Тепер додайте Хані      | Now Add Honey           | Хані                             |
| 2015      | ф | Студент зі зв'язками    | The Preppie Connection  | Алекс Гейз                       |
| 2016      | с | 11.22.63                | 11.22.63                | Марина Освальд (6 епізодів)      |
| 2016      | с | Вовча яма               | Wolf Creek              | Ів Торогуд (1-й сезон)           |
| 2016      | ф | Кухар                   | Mr. Church              | Поппі                            |
| 2016      | ф | Темрява                 | The Darkness            | Стефані Тейлор                   |
| 2017      | ф | Яскраві                 | Bright                  | Тікка                            |
| 2019      | ф |                         | She's Missing           | Гейді                            |
| 2019—2025 | с | Хрещений батько Гарлема | Godfather of Harlem     | Стелла (4 сезони)                |
| 2021      | ф | Ікла ночі               | Night Teeth             | Зої                              |
| 2021      | ф | Волдо                   | Last Looks              | Джейн Вайт                       |
| 2025      | ф |                         | I Live Here Now         | Роуз                             |